# Huis Nunhem

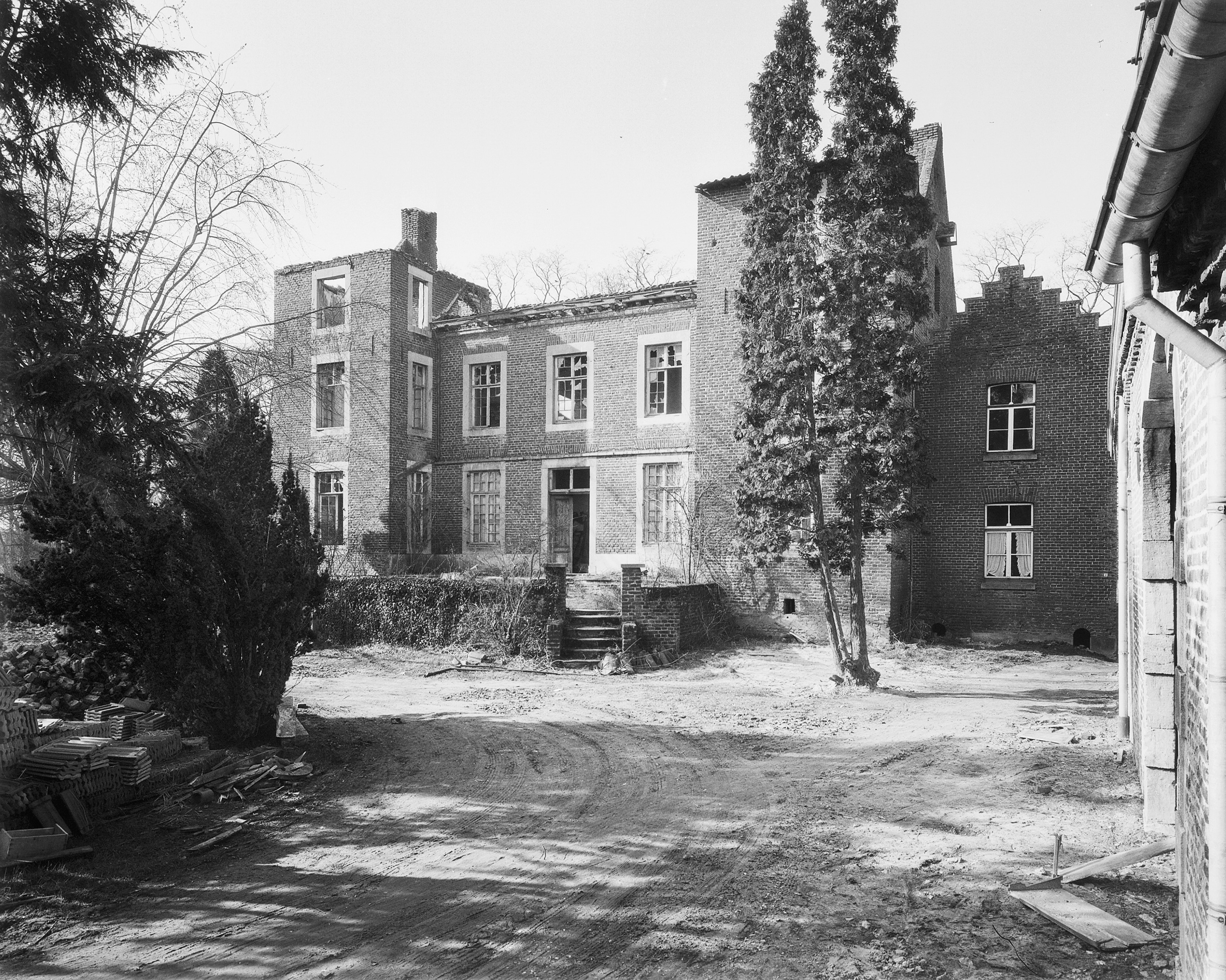
De ruïne voor de herbouw

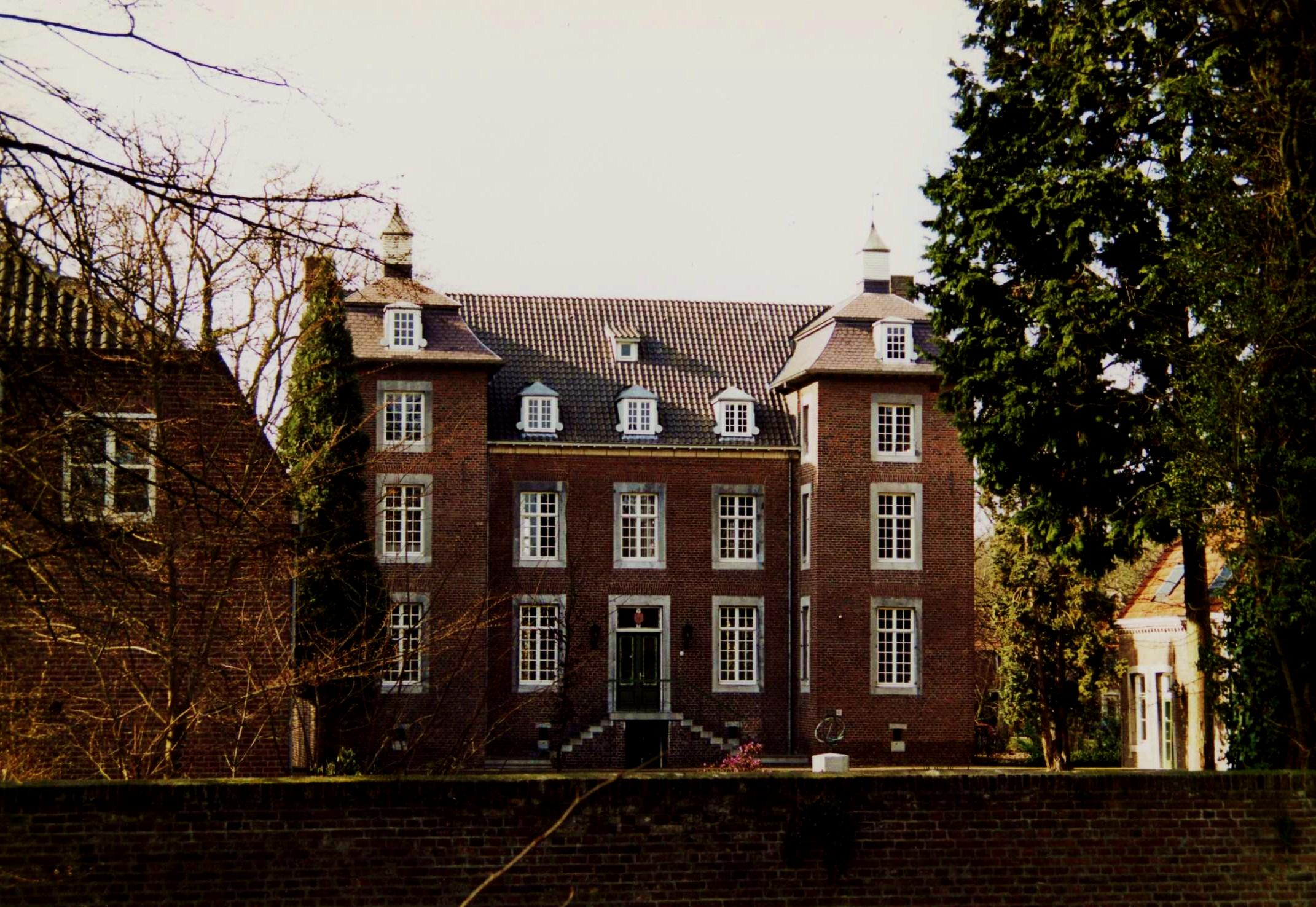
Huidige situatie

Huis Nunhem is een voormalig kasteel te Nunhem, gelegen aan Voort 4.
Het huis werd voor het eerst vermeld in 1458 en dat betrof een omgracht kasteel, waaromtrent echter niet veel bekend is. Begin 18e eeuw werd het vervangen door een nieuw huis, dat in 1778 nog ingrijpend verbouwd werd tot de huidige situatie. Toen verschenen ook de vierkante hoektorens aan weerszijden van de ingangspartij.
In 1947 werd het huis verwoest door brand, waarna slechts een ruïne achterbleef. In 1999 werd het huis  herbouwd, waarbij ook materialen van het oude huis werden gebruikt.
Het geheel is een streng symmetrisch huis van twee verdiepingen plus een zolderverdieping. Een trap voert naar de toegangsdeur.
Aan weerszijden van het voorplein staan een aantal 18e-eeuwse woningen. De neerhof werd in 1710 gebouwd, doch nadien enkele malen gewijzigd.